# آنتونین نووتنی
آنتونین یوزف نُووتنی (چکی: Antonín Novotný؛ ۱۰ دسامبر ۱۹۰۴ – ۲۸ ژانویهٔ ۱۹۷۵) سیاستمدار کمونیست اهل چکسلواکی بود.
وی از سال ۱۹۵۷ تا ۱۹۶۸ رئیس‌جمهور چکسلواکی و از سال ۱۹۵۳ تا ۱۹۶۸ دبیرکل حزب کمونیست چکسلواکی بوده‌است.